# Monte Arcosu
Monte Arcosu is een berg in het Sulcisgebergte op het Italiaanse eiland Sardinië. De berg is 948 meter hoog en ligt ongeveer 15 km ten zuidwesten van Cagliari.
De berg heeft een karakteristieke afgeknotte kegelvorm, als gevolg van de differentiële erosie die volgde op zijn vorming tijdens de Hercynische orogenese. Het massief is gevormd door een granietintrusie uit het Carboon, liggend op een Paleozoïsche schistlaag en op zijn beurt weer bedekt met Paleozoïsche scisten. De Hercynische orogenese verwijderde de bovenste schistlaag van alle pieken van het massief, behalve van Monte Arcosu, waardoor het gemodelleerd werd en het graniet langs de steile hellingen zichtbaar werd.

## Important Bird Area
De berg en omgeving zijn door BirdLife International aangewezen als Important Bird Area. Dit gebied is als zodanig aangewezen vanwege de betekenis van het gebied als broedplaats voor verschillende roofvogels.